# BMW S 1000 RR
Die BMW S 1000 RR ist ein Motorradmodell der Klasse Superbike/Supersportler des deutschen Motorradherstellers BMW.
Das Motorrad wurde 2008 auf der Intermot in Köln präsentiert und wird seit Anfang 2009 im BMW-Werk Berlin in Spandau produziert.

## Historie
Zu Beginn der 2000er Jahre veränderte BMW sein Markenimage, geprägt von biederen Tourern und GS in allen Ausbaustufen, hin zu einem sportlicheren Image. Die ersten Modelle konnten sich dem Wettbewerb hinsichtlich Leistung oder Gewicht nicht stellen. Die R 1100 S und R 1200 S waren mit ihren luftgekühlten Boxermotoren und 98 PS (R 1100 S) bzw. 122 PS (R 1200 S) und selbst mit dem völlig überarbeiteten HP2-Sport-Motor mit 133 PS jedem 750er Superbike unterlegen. Zudem hat der Boxermotor konstruktionsbedingt Grenzen in der Schräglagenfreiheit, die die Kurvenradien und Kurvengeschwindigkeiten limitiert.
Die K 1200 RS (285 kg) und die neue sportliche K 1200 S (248 kg) waren viel zu schwer.
Deshalb formierte der motorsportbegeisterte Baureihenleiter Markus Poschner ein Projektteam mit dem Auftrag, ein konkurrenzfähiges Superbike zu entwickeln.
Den Antrieb konstruierte Kurt Trieb, der auch schon für andere BMW-Modelle den Motor entwickelt hatte, das Fahrwerk wurde von Ralf Schwickerath abgestimmt. Racing Duolever und Kardanantrieb sowie BMW-übliche Sonderausstattungen wie Koffer, Topcase, Heizgriffe oder Hauptständer verschwanden. Albert Wagner entwickelte die Radregelsysteme ABS und DTC, die sich der Fahrer anpassen kann.

## Konstruktion
Die S 1000 RR (K46) ist als Homologationsfahrzeug für die Teilnahme an der Superbike-Weltmeisterschaft konstruiert.

### Motor/Kraftübertragung

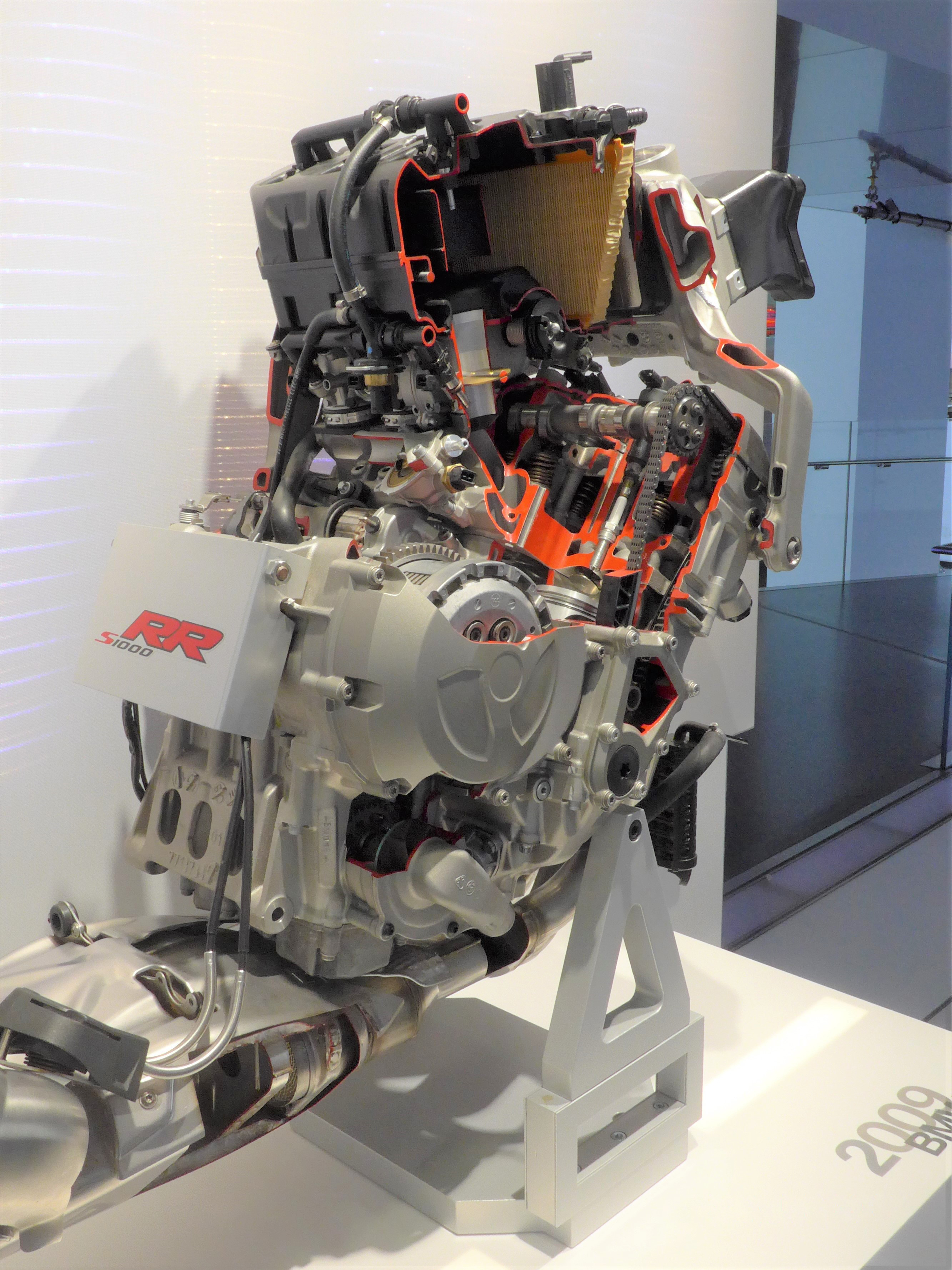
Motor der S 1000 RR (im BMW Museum)

Der 59,8 kg schwere Vierzylinder-Reihenmotor hat einen Hubraum von 999 cm³ und eine Kurbelwelle mit 180° Hubzapfenversatz. Die vier Zylinder haben eine Bohrung von ⌀ 80 mm Durchmesser, die Kolben einen Hub von 49,7 mm, die Pleuel sind 103 mm lang. Mit einem Hubverhältnis von 0,62 ist der Motor recht kurzhubig ausgelegt. Anders als bei ähnlichen Motoren anderer Hersteller werden die 16 Ventile (33,5 mm Einlass- und 27,2 mm Auslassventile aus Titan) im Zylinderkopf nicht über Tassenstößel, sondern über extrem kleine, kohlenstoffbeschichtete Schlepphebel betätigt, die laut BMW wesentlich geringere Massenkräfte als Tassenstößel bewirken. Damit können grundsätzlich höhere Drehzahlen und schärfere Steuerzeiten bei geringeren Reibungsverlusten und besserer Füllung verwirklicht werden. Laut BMW soll der Motor Drehzahlen über 14.000/min erreichen. Das Verdichtungsverhältnis ist 13,0:1.
Die Motorsteuerung ist in vier Modi (Rain, Sport, Race, Slick) einstellbar und steuert die längenvariablen Ansaugrohre und die optionale Antriebsschlupfregelung. Beim Rain-Modus wird die maximale Leistung auf 110 kW (150 PS) reduziert (163 PS ab Modell 2012), der Slick-Modus wird erst nach Einsetzen eines Kodiersteckers (Aktivierungssperre) freigeschaltet.
Die Leistung wird über eine Mehrscheiben-Ölbadkupplung mit Anti-Hopping-Funktion, ein Sechsganggetriebe mit gerade verzahnten Zahnrädern und Klauenschaltung und eine Dichtring-Kette auf das Hinterrad übertragen.
Bei einem Prüfstandtest leistete eine zulassungsfähige Serienmaschine 147 kW (200 PS) bei 12.400 min−1, das maximale Drehmoment betrug 123 Nm bei 9400 min−1. Gegenüber den Motorrädern der Konkurrenz hatte der Motor im Jahre 2009 etwas mehr Leistung.

### Fahrwerk
BMW verzichtet bei der S 1000 RR auf hauseigene Technikmerkmale wie Telelever-Vorderradführung und Kardanantrieb mit Paralever. Stattdessen ist das Motorrad mit Leichtmetall-Brückenrahmen, Upside-down-Gabel und Zweiarmschwinge mit indirekt angelenktem Monofederbein klassenüblich ausgestattet. Der Lenkkopfwinkel beträgt 66,1°, der Nachlauf 95,9 mm. Die beiden vorderen Bremsanlagen haben schwimmend gelagerte, gelochte 320-mm-Bremsscheiben und radial befestigte Brembo-4-Kolben-Festsättel, die hintere Bremsanlage hat eine 220-mm-Bremsscheibe und einen Brembo-Einkolben-Schwimmsattel.

### Kraftstoffversorgung

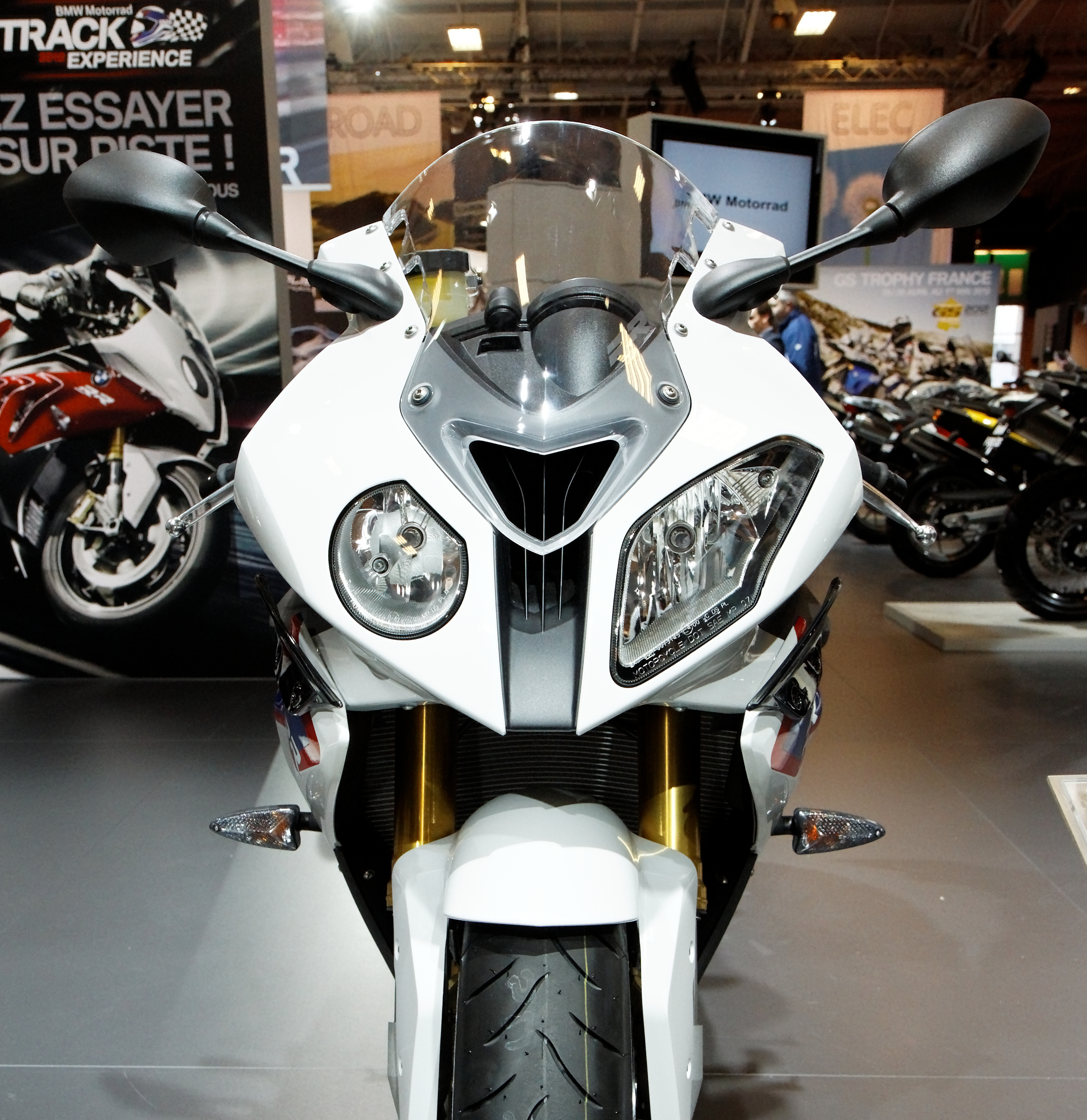
Front der ersten S 1000 RR
bis 2014

Der Kraftstofftank fasst 17,5 Liter, davon sind vier Liter Reserve. Der Hersteller empfiehlt die Verwendung von bleifreiem Benzin mit einer Klopffestigkeit von mindestens 95 Oktan.
Konkurrenzmodelle mit vergleichbarer Fahrzeugcharakteristik sind die Ducati 1199 Panigale, Honda Fireblade, Kawasaki Ninja ZX-10 R, KTM 1190 RC8, Suzuki GSX-R 1000, Yamaha YZF-R 1 und die Aprilia RSV4.

## Modellgeschichte

### K46 (2009–2011)
2009 wurde die erste RR mit der internen Bezeichnung K 46 vorgestellt. Mit 193 PS und einem Gewicht von 202 kg fahrfertig war sie auf Anhieb wettbewerbsfähig und überraschte die Superbike-Liga. Das Fahrzeug wird wahlweise mit einem einstellbaren, ca. 1,3 kg schweren ABS von Bosch und einer Antriebsschlupfregelung angeboten.
Als markantes Designmerkmal besitzt die erste Generation RR einen asymmetrischen Split-face Scheinwerfer ähnlich der R 1150 GS und R 1200 GS.

### K46 (erste Modellpflege 2011–2014)
Bereits nach zwei Jahren Bauzeit erfolgte die erste Modellpflege. Sie beinhaltete u. a. neue Farben und Sonderausstattungen wie Heizgriffe und Verstellfußrastenanlage. ABS wurde Serienausstattung.

### K42 HP4 (2012–2014)

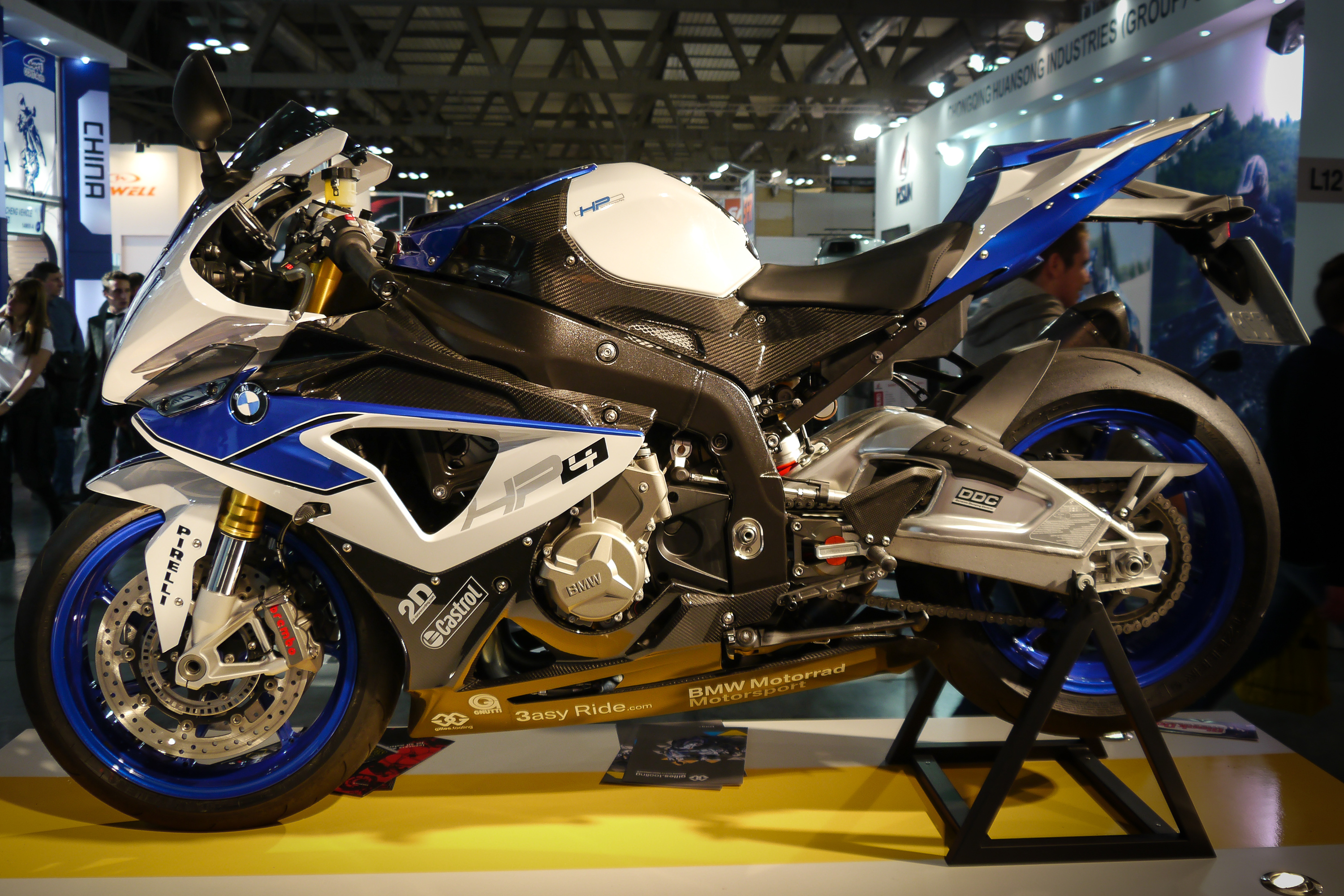
HP4, Baujahr 2013

im Jahr 2012 brachte BMW das Sondermodell HP4 auf Basis der S 1000 RR heraus. Sie besaß eine vollständige Carbonverkleidung, gefräste leichte Schmiederäder und edle Fahrwerkskomponenten wie Dynamic damping control (DDC). Die vorderen Bremszangen wurden als Monoblock von Brembo ausgeführt. Der Hinterreifen wurde auf 200/55 ZR 17 verbreitert. Das Gewicht wurde auf unter 200 kg gesenkt.

### K 46 (zweite Modellpflege 2015–2018)
Ab 2015 erfolgte eine größere technische Überarbeitung: Modifizierter Zylinderkopf, neu berechnete Saugrohre, neu positionierter Drosselklappenkörper sowie überarbeitete Elektronik und Abgasanlage (Auspuff), um den gesetzlichen Anforderungen nach Abgas (Euro4) und nach Geräusch gerecht zu werden. Der Hauptrahmen wurde mit 15 mm mehr Radstand, steilerem Lenkkopfwinkel (66,5 statt 66 Grad), kürzerem Nachlauf (96 statt 99 mm), einer weiter durchgesteckten Gabel, einem längeren Federbein mit der Umlenkung der HP4 ausgestattet, sowie mit einer überarbeiteten Fußrastenanlage und Schaltung. Das semiaktive Fahrwerk DDC und die Traktionskontrolle DTC waren auf Wunsch verfügbar.

### K60 HP4 RACE (seit 2017)
im Jahr 2017 präsentierte BMW den auf 750 Stück limitierten Productionracer HP4 Race. Das Fahrzeug ist ausschließlich für die Rennstrecke entwickelt und besitzt keine Straßenzulassung. Das Gewicht wurde durch einen Hauptrahmen aus Carbon weiter gesenkt. Sie besitzt keinen Soziussitz, Spiegel, Beleuchtung und Blinker. Die Up Side Down Gabel ist aus der TTX Serie von Öhlins.

### K67 (seit 2019)
Auf der EICMA Ende 2018 wurde die zweite Generation der BMW S 1000 RR vorgestellt, deren Gewicht unter 200 kg und deren Leistung über 147 kW (200 PS) liegt. Der Motor wurde neu entwickelt und hat neben Schaltsaugrohren nun eine Einlassnockenwelle mit verstellbaren Nocken, von BMW Motorrad Shift-Cam genannt, welche das Drehmoment bei niedrigen Drehzahlen erhöht. Der wasser-/ölgekühlte Vierzylinder-Reihenmotor mit 999 cm³ leistet nun 152 kW (207 PS) bei 13.500/min und hat ein maximales Drehmoment von 113 Nm bei 11.000/min. Zusammen mit dem geregelten Drei-Wege-Katalysator erfüllt der Motor die Euro-4-Norm.
Das Fahrwerk ist eine komplette Neuentwicklung mit steifigkeitsoptimiertem Hauptrahmen und Gitterrohr-Heckrahmen.
Die Hinterradführung wird mit einer Unterzugschwinge ausgeführt. Die neue Federbeinumlenkung (Full floater) befindet sich jetzt im Unterschied zu ersten Generation (Pro-Link) über der Schwinge.
Als Sonderausstattung werden Räder aus kohlenstofffaserverstärktem Kunststoff angeboten, die das Gewicht um weitere 1,2 kg reduzieren. Das Motorrad wiegt fahrbereit 197 kg.
Beim Design verzichtet man in der zweiten Generation auf die asymmetrischen Scheinwerfer.

### K67 (Modellpflege seit 2022)
Die modellgepflegte BMW S 1000 RR K67 wurde auf der Intermot 2022 in Köln vorgestellt. Auffälligste Änderung sind die Winglets an der Front, welche bereits von der M 1000 RR bekannt waren. Die Maximaldrehzahl des Motors wurde um 250/min angehoben und laut BMW wird eine Leistung von 154 kW erzielt. Zudem erfüllt die Maschine nun die Euro-5-Abgasnorm.

### M 1000 RR (seit 2021)

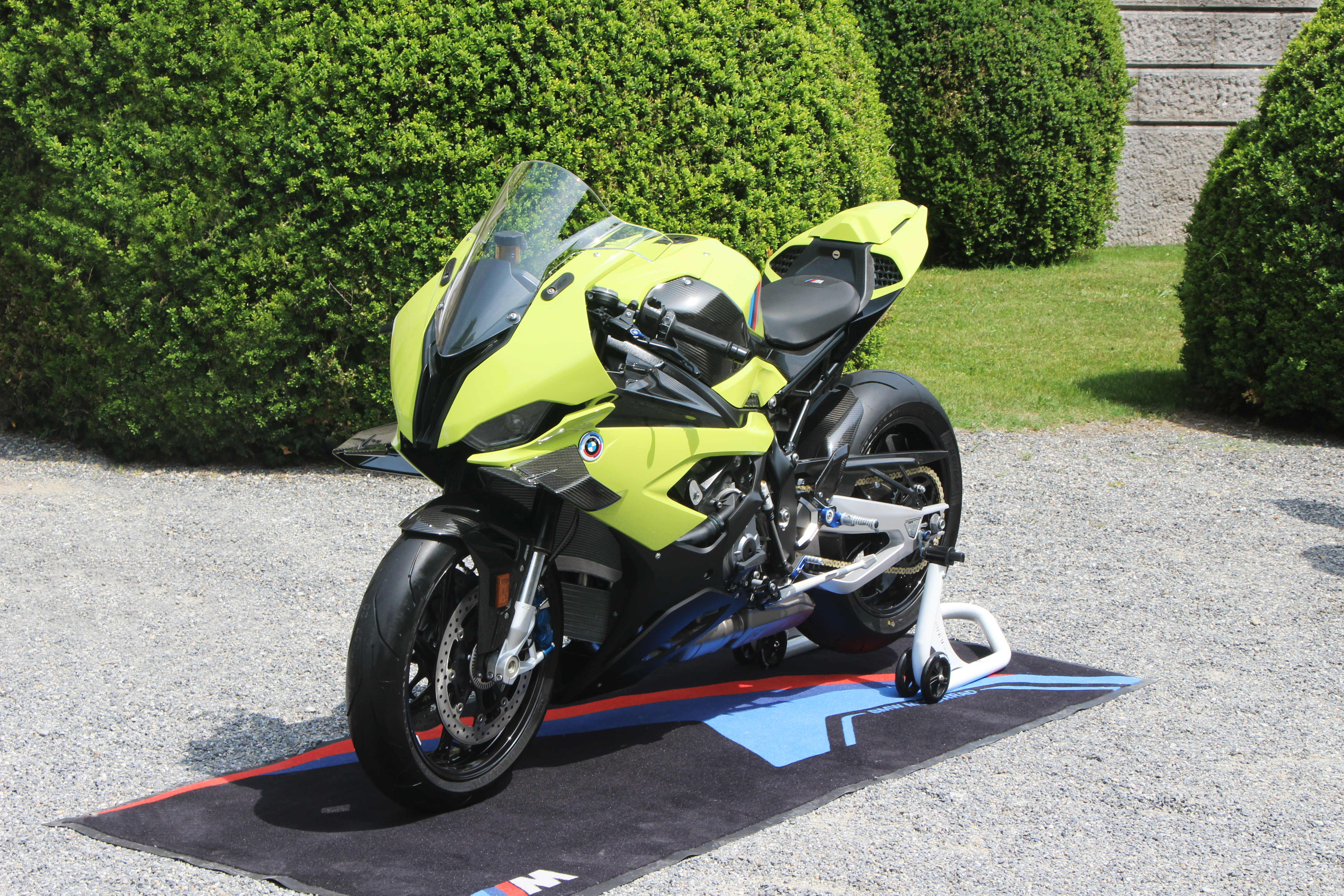
BMW M 1000 RR als M-Jubiläumsmodell M RR 50 Years M
in Sao Paulo Gelb, 2022

Auf Basis der S1000 RR wird die M 1000 RR angeboten. Das M steht in Anlehnung an die BMW M GmbH für Performance gesteigerte Fahrzeuge. Sie unterscheidet sich äußerlich durch ihre auf Down force getrimmte Karosserie mit Winglets und einer Rennsport-Windschutzscheibe.
Für die M 1000 RR entwickelte BMW zusammen mit Nissin eine Rennsportbremse. Das Hinterrad erhielt einen Reifen im 200/55-ZR-17-Format wie bei der HP4. Der Motor wurde reibungsoptimiert. Die Leistung konnte dadurch nochmals auf 156 kW/212 PS bei 14500/min gesteigert werden. Das Gewicht wurde durch den Einsatz von Carbon in der Verkleidung und dem Radsatz auf 192 kg fahrfertig gesenkt.
2022 wurde bis zum 50-jährigen Jubiläum der BMW M GmbH das Modell M RR 50 Years M mit einer leichteren Schwinge aus Aluminium, M-Competition-, M-Frästeile- und M-Carbonpaket angeboten; es hat außerdem einen M-GPS-Laptrigger sowie die durch eine Hartbeschichtung und ein Dauerschmiersystem wartungsfreie M-Endurance-Kette.

## Einsatz im Rennsport

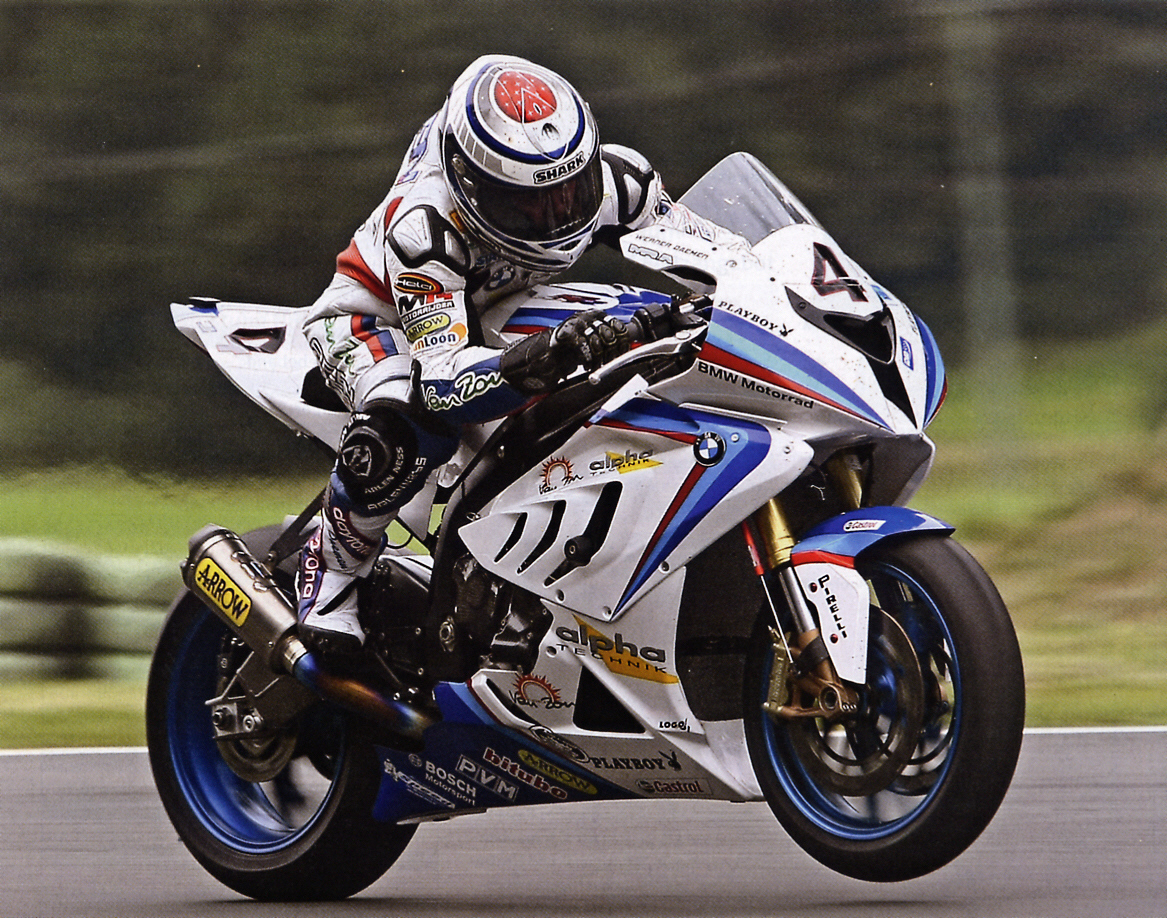
BMW S 1000 RR mit Werner Daemen im Renneinsatz in der IDM Superbike

Seit der Saison 2009 engagiert sich BMW mit der S 1000 RR SBK werksseitig in der Superbike-Weltmeisterschaft. Die Werkseinsätze wurden vom Rosenheimer Team alpha Racing geleitet. Das Semi-Werksteam alpha Technik-Van Zon-BMW fuhr seit der Saison 2009 mit vier Fahrern in der IDM Superbike. 2013 zog das Werks-Team nach Mailand um und beendete im selben Jahr den werksseitigen Superbike-Einsatz.
Im Superbike-TT-Rennen auf der Isle of Man errang Michael Dunlop am 31. Mai 2014 auf BMW S 1000 RR den ersten TT-Sieg für BMW nach 75 Jahren. Im Ziel hatte er nach sechs Runden auf dem Snaefell Mountain Course 20,5 Sekunden Vorsprung auf den Zweitplatzierten Guy Martin (Suzuki). Letzter TT-Sieger für BMW vor Dunlop war „Schorsch“ Meier 1939 auf BMW 255 Kompressor gewesen.

### Technik der S 1000 RR (WSBK-Version)
| Kenngrößen        | Daten                                                             |
| ----------------- | ----------------------------------------------------------------- |
| Motor             | Vierzylinder-Viertakt-Reihenmotor                                 |
| Leistung          | ca. 154 kW (209 PS)                                               |
| Nenndrehzahl      | über 14.000 min−1                                                 |
| Hubraum           | 999 cm³                                                           |
| Bohrung           | 80 mm                                                             |
| Hub               | 49,7 mm                                                           |
| Verdichtung       | 14:1                                                              |
| Einspritzanlage   | 48 mm Dell’Orto                                                   |
| Tank              | 17,5 l                                                            |
| Getriebe          | 6-Gang                                                            |
| Trockengewicht    | 178 kg                                                            |
| Radstand          | 1428 mm                                                           |
| Länge             | 2056 mm                                                           |
| Breite            | 532 mm                                                            |
| Vorderradfederung | Öhlins TTX Upside-down-Gabel, 43 mm Gleitrohre                    |
| Hinterradfederung | Öhlins TTX Federbein                                              |
| Vorderradbremse   | 2 Scheiben ⌀ 320 mm, Brembo 4-Kolben-Monobloc-Festsättel          |
| Hinterradbremse   | 1 Scheibe ⌀ 220 mm, Brembo Einkolben-Bremssattel                  |
| Vorderrad         | OZ-Racing-Magnesium-Gussrad, 3.75 × 16.5″, Pirelli-Einheitsreifen |
| Hinterrad         | OZ Racing-Magnesium-Gussrad, 6.25 × 16.5″, Pirelli-Einheitsreifen |

## Zuverlässigkeit
Im Vergleich zu Wettbewerbsmodellen wie der Suzuki GSX-R 1000 oder Kawasaki Ninja ZX-10R zeigten sich im 50.000-km-Dauertest der Zeitschrift Motorrad nennenswerte Defekte: Bemängelt wurden eine eingelaufene Einlassnockenwelle (laut BMW ein Härtungsfehler), Steuerkettenspanner, Rad- und Lenkkopflager sowie Abgasklappe. Die S 1000 RR erreichte damit den 20. Platz in der Dauertestwertung.
Das aktuelle Modell K67 erhält bei einem 50.000 km Dauertest hervorragende Bewertungen. Es wird von einem Jahrhundertmotor gesprochen.

## Neuzulassungen in Deutschland
| Jahr | Quelle                                 | Neuzulassungen |
| ---- | -------------------------------------- | -------------- |
| 2010 | Industrie-Verband Motorrad Deutschland | 2.049          |
| 2011 | Industrie-Verband Motorrad Deutschland | 1.749          |
| 2012 | Industrie-Verband Motorrad Deutschland | 1.676          |
| 2013 | Industrie-Verband Motorrad Deutschland | 1.135          |
| 2014 | Industrie-Verband Motorrad Deutschland | 1.046          |
| 2015 | Industrie-Verband Motorrad Deutschland | 1.340          |
| 2016 | Industrie-Verband Motorrad Deutschland | 1.132          |
| 2017 | Industrie-Verband Motorrad Deutschland | 858            |
| 2018 | Industrie-Verband Motorrad Deutschland | 812            |
| 2019 | Industrie-Verband Motorrad Deutschland | 862            |
| 2020 | motorradonline.de                      | 1.296          |
| 2021 | motorradonline.de                      | 939            |

Anmerkung: In den ersten drei Jahren wurden insgesamt 26.000 S 1000 RR verkauft.

## Mediale Nutzung
- Im Musikvideo Imma Be Rocking That Body der Black Eyed Peas fährt Fergie am Anfang mit einer S 1000 RR davon.
- In dem Musikvideo Dynamite von Taio Cruz wird die S 1000 RR ebenfalls als Produktplatzierung präsentiert.
- In dem Film Mission: Impossible – Rogue Nation fährt Tom Cruise eine S 1000 RR in einem Verfolgungsrennen.
- Im Musikvideo zu Palmen aus Plastik von Bonez MC und RAF Camora macht einer der „Hamburg Wheelie Kidz“ einen Burn-out vor den Palmen aus Metall im Hamburger Antonipark.